# Karangan (Balong)
Karangan is een bestuurslaag in het regentschap Ponorogo van de provincie Oost-Java, Indonesië. Karangan telt 3071 inwoners (volkstelling 2010).